# Lista över fornlämningar i Gnosjö kommun
Lista över fornlämningar i Gnosjö kommun är en förteckning av ett urval av de fornlämningar som finns i Gnosjö kommun.

## Gnosjö
| Namn        | Lämningstyp                 | Tillkomsttid | Historisk indelning | Plats | Läge                 | ID-nr          | Bild                                 |
| ----------- | --------------------------- | ------------ | ------------------- | ----- | -------------------- | -------------- | ------------------------------------ |
| Gnosjö 67:1 | Grav markerad av sten/block |              | Gnosjö, Småland     |       | 57.346128, 13.696208 | 10059400670001 | Ladda upp en bild av detta fornminne |

## Kulltorp
| Namn                        | Lämningstyp             | Tillkomsttid | Historisk indelning | Plats | Läge                 | ID-nr          | Bild                                      |
| --------------------------- | ----------------------- | ------------ | ------------------- | ----- | -------------------- | -------------- | ----------------------------------------- |
| Kulltorp 7:1                | Gravfält                |              | Kulltorp, Småland   |       | 57.259220, 13.826894 | 10061800070001 | Ladda upp en bild av detta fornminne      |
| Kulltorp 9:1                | Gravfält                |              | Kulltorp, Småland   |       | 57.256091, 13.789902 | 10061800090001 | Ladda upp en bild av detta fornminne      |
| Kulltorp 15:1               | Grav- och boplatsområde |              | Kulltorp, Småland   |       | 57.276614, 13.773296 | 10061800150001 | Ladda upp en bild av detta fornminne      |
| Kärnekullen (Kulltorp 26:1) | Gravfält                |              | Kulltorp, Småland   |       | 57.245010, 13.779491 | 10061800260001 | Ladda upp en till bild av detta fornminne |
| Kulltorp 28:1               | Hög                     |              | Kulltorp, Småland   |       | 57.240414, 13.780930 | 10061800280001 | Ladda upp en bild av detta fornminne      |
| Kulltorp 29:1               | Gravfält                |              | Kulltorp, Småland   |       | 57.240285, 13.780229 | 10061800290001 | Ladda upp en bild av detta fornminne      |
| Kulltorp 30:1               | Stensättning            |              | Kulltorp, Småland   |       | 57.242444, 13.771950 | 10061800300001 | Ladda upp en bild av detta fornminne      |
| Kulltorp 49:1               | Stensättning            |              | Kulltorp, Småland   |       | 57.270969, 13.806203 | 10061800490001 | Ladda upp en bild av detta fornminne      |
| Kulltorp 50:1               | Stensättning            |              | Kulltorp, Småland   |       | 57.269237, 13.803288 | 10061800500001 | Ladda upp en bild av detta fornminne      |
| Kulltorp 57:1               | Stensättning            |              | Kulltorp, Småland   |       | 57.269690, 13.803766 | 10061800570001 | Ladda upp en bild av detta fornminne      |
| Kulltorp 58:1               | Stensättning            |              | Kulltorp, Småland   |       | 57.250475, 13.741767 | 10061800580001 | Ladda upp en bild av detta fornminne      |
| Kulltorp 58:2               | Röse                    |              | Kulltorp, Småland   |       | 57.250710, 13.741652 | 10061800580002 | Ladda upp en bild av detta fornminne      |

## Källeryd
| Namn                     | Lämningstyp  | Tillkomsttid | Historisk indelning | Plats | Läge                 | ID-nr          | Bild                                 |
| ------------------------ | ------------ | ------------ | ------------------- | ----- | -------------------- | -------------- | ------------------------------------ |
| Källeryd 6:1             | Röse         |              | Källeryd, Småland   |       | 57.405246, 13.659588 | 10062000060001 | Ladda upp en bild av detta fornminne |
| Källeryd 7:1             | Röse         |              | Källeryd, Småland   |       | 57.407938, 13.658293 | 10062000070001 | Ladda upp en bild av detta fornminne |
| Källeryd 8:1             | Stensättning |              | Källeryd, Småland   |       | 57.408900, 13.658532 | 10062000080001 | Ladda upp en bild av detta fornminne |
| Källeryd 9:1             | Hög          |              | Källeryd, Småland   |       | 57.408710, 13.644905 | 10062000090001 | Ladda upp en bild av detta fornminne |
| Ulvs Rör (Källeryd 12:1) | Röse         |              | Källeryd, Småland   |       | 57.417621, 13.650310 | 10062000120001 | Ladda upp en bild av detta fornminne |
| Källeryd 13:1            | Stensättning |              | Källeryd, Småland   |       | 57.418398, 13.651506 | 10062000130001 | Ladda upp en bild av detta fornminne |
| Källeryd 13:2            | Stensättning |              | Källeryd, Småland   |       | 57.418554, 13.651286 | 10062000130002 | Ladda upp en bild av detta fornminne |
| Källeryd 14:1            | Stensättning |              | Källeryd, Småland   |       | 57.421489, 13.661056 | 10062000140001 | Ladda upp en bild av detta fornminne |
| Källeryd 15:1            | Hög          |              | Källeryd, Småland   |       | 57.407166, 13.647375 | 10062000150001 | Ladda upp en bild av detta fornminne |
| Källeryd 71:1            | Röse         |              | Källeryd, Småland   |       | 57.423307, 13.661352 | 10062000710001 | Ladda upp en bild av detta fornminne |

## Kävsjö
| Namn                                | Lämningstyp                 | Tillkomsttid | Historisk indelning | Plats | Läge                 | ID-nr          | Bild                                 |
| ----------------------------------- | --------------------------- | ------------ | ------------------- | ----- | -------------------- | -------------- | ------------------------------------ |
| Höga Rör (Kävsjö 6:1)               | Röse                        |              | Kävsjö, Småland     |       | 57.333022, 13.924713 | 10062200060001 | Ladda upp en bild av detta fornminne |
| Höga Rör (Kävsjö 6:2)               | Stensättning                |              | Kävsjö, Småland     |       | 57.333167, 13.924726 | 10062200060002 | Ladda upp en bild av detta fornminne |
| Kävsjö 7:1                          | Stensättning                |              | Kävsjö, Småland     |       | 57.334551, 13.921661 | 10062200070001 | Ladda upp en bild av detta fornminne |
| Kävsjö 13:1                         | Stensättning                |              | Kävsjö, Småland     |       | 57.334551, 13.924922 | 10062200130001 | Ladda upp en bild av detta fornminne |
| Kävsjö 14:1                         | Stensättning                |              | Kävsjö, Småland     |       | 57.332333, 13.923985 | 10062200140001 | Ladda upp en bild av detta fornminne |
| Humme sten, Hummesten (Kävsjö 19:1) | Grav markerad av sten/block |              | Kävsjö, Småland     |       | 57.318826, 13.924357 | 10062200190001 | Ladda upp en bild av detta fornminne |
| Kävsjö 20:1                         | Gravfält                    |              | Kävsjö, Småland     |       | 57.310202, 13.971969 | 10062200200001 | Ladda upp en bild av detta fornminne |
| Hednatemplet (Kävsjö 23:1)          | Stensättning                |              | Kävsjö, Småland     |       | 57.272853, 13.962782 | 10062200230001 | Ladda upp en bild av detta fornminne |
| Kävsjö 25:1                         | Gravfält                    |              | Kävsjö, Småland     |       | 57.272329, 13.967317 | 10062200250001 | Ladda upp en bild av detta fornminne |
| Kattelund (Kävsjö 26:1)             | Gravfält                    |              | Kävsjö, Småland     |       | 57.274509, 13.968067 | 10062200260001 | Ladda upp en bild av detta fornminne |
| Ekekullen (Kävsjö 29:1)             | Stensättning                |              | Kävsjö, Småland     |       | 57.332461, 14.002237 | 10062200290001 | Ladda upp en bild av detta fornminne |
| Kävsjö 34:1                         | Stensättning                |              | Kävsjö, Småland     |       | 57.356293, 13.945807 | 10062200340001 | Ladda upp en bild av detta fornminne |

## Åsenhöga
| Namn                      | Lämningstyp      | Tillkomsttid | Historisk indelning | Plats | Läge                 | ID-nr          | Bild                                 |
| ------------------------- | ---------------- | ------------ | ------------------- | ----- | -------------------- | -------------- | ------------------------------------ |
| Lammansrör (Åsenhöga 1:1) | Röse             |              | Åsenhöga, Småland   |       | 57.453636, 13.796940 | 10068700010001 | Ladda upp en bild av detta fornminne |
| Åsenhöga 11:101           | Begravningsplats |              | Åsenhöga, Småland   |       | 57.406639, 13.791475 | 10068700110101 | Ladda upp en bild av detta fornminne |
| Åsenhöga 254              | Röse             |              | Åsenhöga, Småland   |       | 57.367511, 13.787648 | 12000000127641 | Ladda upp en bild av detta fornminne |